# Simon Wronker
Simon Wronker (geboren am 2. September 1860 in Kähme (heute: Kamionna), Kreis Birnbaum (heute: Gmina Międzychód) an der Warthe, Provinz Posen, Königreich Preußen; gestorben am 30. Oktober 1921 in Heidelberg) war ein deutscher Kaufmann, Unternehmer und Gründer eines süddeutschen Warenhaus-Konzerns. Er legte im Zusammenwirken mit Julius Tietz und seinen beiden jüngeren Brüdern Emil und Hermann den Grundstein für das Unternehmen S. Wronker & Cie. bzw. S. Wronker & Co. und damit auch für das 1921 durch Umwandlung und Neufirmierung daraus hervorgegangene Nachfolgeunternehmen Hermann Wronker Aktiengesellschaft.

## Familie
Simon war das zweite Kind und der erstgeborene Sohn des Kaufmanns Lewin Wronker (geboren am 12. Oktober 1825 in Wronke, Kreis Samter, Provinz Posen, Königreich Preußen; gestorben am 18. Mai 1897 in Frankfurt am Main) und dessen Ehefrau Eidel „Emilie“, geb. Samuel (geboren am 20. Oktober 1829 in Zirke, Provinz Posen; gestorben am 15. September 1905 in Neustadt a. Haardt). Er hatte eine ältere Schwester, Rosalie (geboren am 25. Dezember 1854 in Kähme, Kreis Birnbaum an der Warthe; verheiratete Bormas), und zwei jüngere Brüder, Emil (geboren am 1. Januar 1864 in Kähme, Kreis Birnbaum an der Warthe; gestorben am 19. Dezember 1940 in Berlin) und Hermann (1867–1942).
Simon Wronker heiratete am 31. Juli 1888 in Nürnberg Eva Friedeberg (geboren am 31. Januar 1864 in Birnbaum an der Warthe; gestorben am 8. August 1938 in Frankfurt am Main). Diese war eine Tochter des Kaufmanns Benjamin Friedeberg (geboren am 7. September 1830 in Birnbaum an der Warthe; gestorben am 13. Juli 1915 in Mannheim) und dessen Ehefrau Johanna, geb. Tietz (geboren am 19. Mai 1835 in Birnbaum an der Warthe; gestorben am 29. Juni 1879 ebda.).
Aus Simon Wronkers Ehe gingen zwei Kinder hervor, die gehörlos geborene Johanna (geboren am 24. November 1889 in Mannheim; gestorben am 22. Februar 1943 im Ghetto Theresienstadt) und Lili (geboren am 16. April 1893 in Mannheim; gestorben als Lili Lyon am 11. Januar 1978 in Saarbrücken).
Eva Wronker, geb. Friedeberg, brachte ihre gehörlose 3-jährige Tochter Johanna offenbar auf Wunsch ihres Ehemannes Simon von Mannheim aus zu einem „Schloofer“ (= Schläfer) genannten Wunderheiler namens Gottfried Jost aus Dorlisheim (elsässisch: Dorelse), dessen wiederholte Behandlung durch Berührung, Mixturen und elektrische Bäder naturgemäß keinen Erfolg erzielte.
Eva Friedebergs jüngere Schwester Ida (1871–1942) heiratete später Simon Wronkers jüngsten Bruder Hermann (1867–1942).
Simons Schwiegermutter Johanna, geb. Tietz (1835–1879), war eine Schwester der Warenhausbesitzer Hermann Tietz (1837–1907) und Julius Tietz (1844–1911) sowie eine Tante der Warenhausbesitzer Leonhard (1849–1914) und Oscar Tietz (1858–1923).

## Wirken

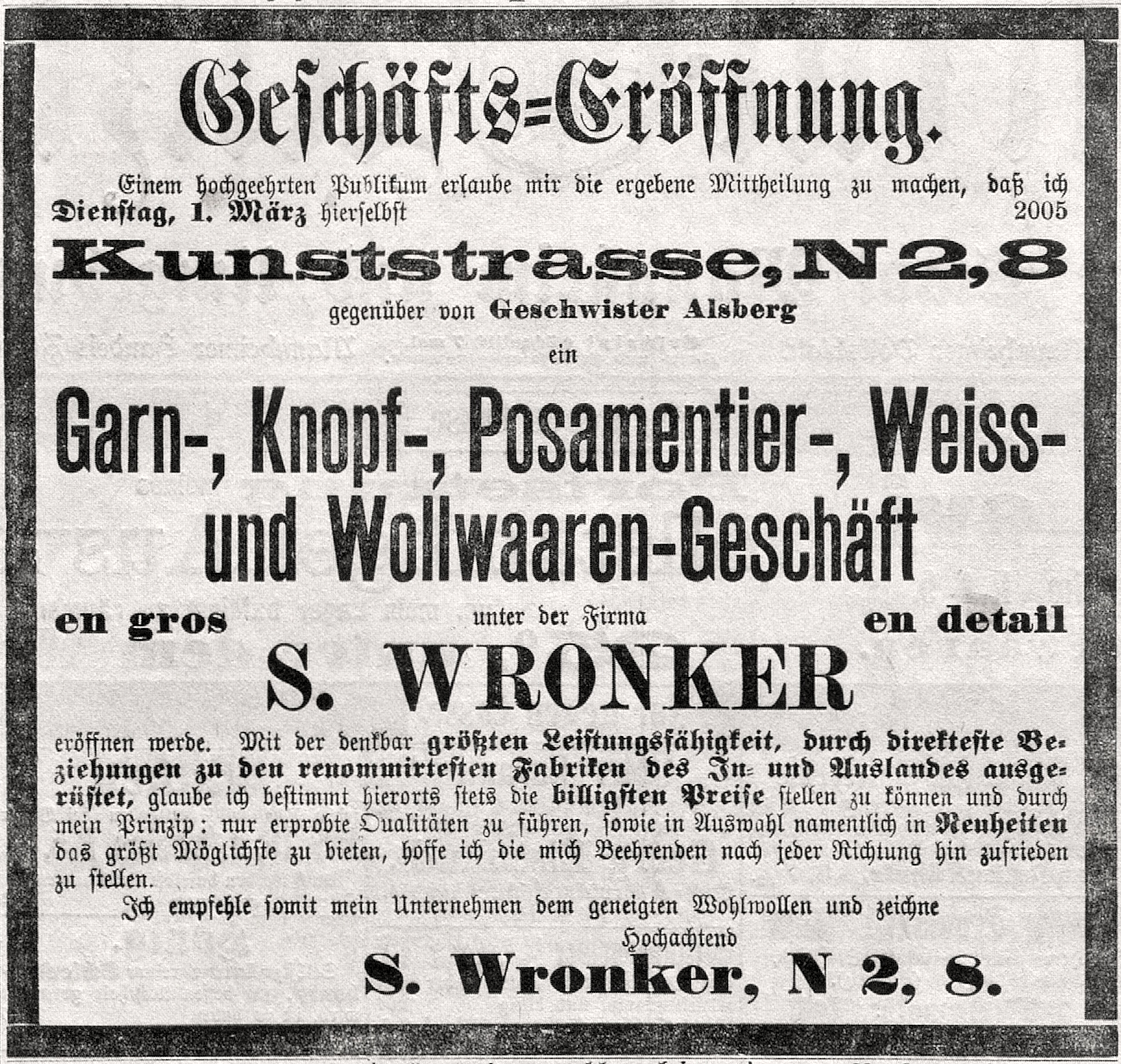
Geschäftseröffnung 1. März 1887 in Mannheim, Kunststraße (Quadrat N2, 8)

Simon Wronker eröffnete am 1. März 1887 in Mannheims Kunststraße (Quadrat N2, 8) als alleiniger Inhaber ein Garn-, Knopf-, Posamentier-, Weiss- und Wollwaarengeschäft unter seinem abgekürzten Namen S. Wronker. Das für die Firmierung des Unternehmens gewählte Initial sollte möglicherweise den auf seine jüdische Herkunft verweisenden Vornamen weniger offensichtlich erscheinen lassen. Bei der Gründung und dem Aufbau des Geschäfts soll sein jüngster Bruder Hermann mitgewirkt haben, wie das 40 Jahre später und nach dem Tod Simon Wronkers gleichlautende PR-Mitteilungen formulieren. Im Handelsregister blieb Hermann Wronker 1887 hingegen ebenso unerwähnt wie in den Werbeanzeigen des jungen Unternehmens.
Dieser soll 1881 als 14-Jähriger eine kaufmännische Lehre in dem 1874 durch Chaskel „Carl“ Tietz (1841–1907), Heinrich (1847–1876), Hermann, Julius (1844–1911), Markus (1849–1901) und Oscar Tietz gegründeten Manufakturwarengeschäft H. & C. Tietz in Prenzlaus Friedrichstraße 201 begonnen haben und nach deren Abschluss als 21-Jähriger beauftragt worden sein, 1886 für seinen Lehrbetrieb H. & C. Tietz-Zweigniederlassungen in Bamberg und in Coburg aufzubauen und zu eröffnen. Im Folgejahr konnte er demzufolge praktische Erfahrungen einbringen, über die seine beiden älteren Brüder Simon und Emil nicht oder nicht in diesem Maß verfügten.
Ein Vierteljahr nach Simon Wronkers Geschäftseröffnung in Mannheim, am 1. Juni 1887, stieg der zu dieser Zeit in Nürnberg residierende Kaufmann Julius Tietz (geboren am 21. Oktober 1844 in Birnbaum an der Warthe; gestorben am 25. Februar 1911 in Berlin) als Gesellschafter und Teilhaber in Simon Wronkers Garn-, Knopf-, Posamentier-, Weiss- und Wollwaarengeschäft ein. Von diesem Zeitpunkt an firmierte das Unternehmen unter S. Wronker & Compagnie (Cie. bzw. Co. oder Comp.). Tietz fungierte temporär als dessen alleiniger zeichnungsberechtigter Vertreter, ein Umstand, der nahelegt, dass er in das junge Unternehmen maßgeblich investierte.
1889 ließ Simon Wronker das Unternehmen kurzzeitig als Kommanditgesellschaft eintragen, wobei er als persönlich haftender Gesellschafter fungierte.
Am 22. Juni 1889 übertrugen Simon Wronker (Mannheim) und Julius Tietz (Nürnberg) als Inhaber die Zweigniederlassung S. Wronker & Cie. Kommanditgesellschaft in Speyer „mit allen Aktiven und Passiven“ an die Witwe und Privatiere Rosalie Brzezinsky, geb. Friedeberg (geboren am 21. Juni 1862 in Birnbaum an der Warthe; gestorben am 24. Juni 1923 in Frankfurt am Main), die das Geschäft unter derselben Firmierung fortführte. Diese war eine Tochter von Simons Schwiegermutter Johanna Friedeberg, geb. Tietz (1835–1879).
1890 war das Unternehmen unter der Firmierung S. Wronker & Cie. im Handelsregister eingetragen.
Simon Wronker übertrug die unter seinem Namen gegründete Zweigniederlassung Frankfurt am Main, Zeil 14/16 (Gebäude erhalten), am 19. März 1891 an seinen jüngsten Bruder, den zu dieser Zeit 23-jährigen Hermann. Dieser führte dort die Firma S. Wronker & Co. „für seine eigene Rechnung und Verbindlichkeit von dem genannten Tage an fort“.
Stammsitz und Hauptniederlassung des Unternehmens S. Wronker & Co. war Mannheim. Simon Wronker eröffnete künftig weitere Filialen seines Hauptsitzes Mannheim, während sein jüngster Bruder Hermann wiederum Filialen seines eigenständigen Hauptsitzes Frankfurt am Main eröffnete, alle unter der Firmierung S. Wronker & Cie. bzw. S. Wronker & Co.
Simon Wronker trat die unter seinem Namen gegründete Zweigniederlassung in Neustadt an der Haardt am 23. März 1891 an seinen jüngeren Bruder Emil, damals 27-jährig, ab.
Am 1. Juni 1903 übertrug Simon Wronker sein Geschäft in Mannheim an seinen jüngsten Bruder Hermann und dessen Schwägerin, die Witwe und Privatiere Rosalie Brzezinsky, geb. Friedeberg. Beide setzten das Geschäft dort als Offene Handelsgesellschaft (oHG) fort.
Simon Wronker fokussierte ab Mitte 1903 auf seine Zweigniederlassung in St. Johann a. Saar. Die Stadt wurde 1909 zu Saarbrücken eingemeindet.
Die nach dem Stammhaus in Mannheim entstandenen Textilgeschäfte wurden alle unter der Firmierung S. Wronker (Cie. bzw. Co.) bevorzugt im süddeutschen Raum eröffnet:
| Ort                   | Lage | Gründung         | Status | Zeitgenöss. Abb. |
| --------------------- | --- | ---------------- | --- | ---------------- |
| Mannheim              | Kunststraße, Quadrat N2, 8; Planken, Quadrat D2, 6; Planken, Ecke Breitestraße, Quadrat E 1, 5/6; nach Erweiterungsbau Planken, Ecke Breitestraße, Quadrat E1, 5–8 | 1. März 1887     | Stammsitz; Simon Wronker & Julius Tietz (1844–1911), ab 1. Juni 1903 weitergeführt durch Hermann Tietz und Rosalie Brzezinsky, geb. Friedeberg (1862–1923)                                  |                  |
| Hanau                 | Marktplatz | vor 1900         | Niederlassung (F); am 11. März 1922 übergegangen auf die Hermann Wronker A.-G. |                  |
| Speyer a. Rh.         | Altpörtelplatz; ab 1896: Hauptstraße 23; Maximilianstraße 41; Hauptstraße 41 | 1889             | Niederlassung (MA); ab 22. Juni 1889 weitergeführt durch Rosalie Brzezinsky, geb. Friedeberg; ab 1. Juli 1909 weitergeführt durch Sally Schleimer                                           |                  |
| Pforzheim             | Marktplatz 13, Ecke Apothekergasse (1899 Neubau); ab 1914 Neubau: Westliche Karl-Friedrich-Straße 17, Ecke Lammstraße | 1890             | Niederlassung (MA); im Februar 1922 übergegangen auf die Hermann Wronker A.-G. |                  |
| Neustadt a. Haardt    | Hauptstraße 98; ab 1906: Neubau Hauptstraße 23/25 (Gebäude erhalten, unter Denkmalschutz) | Februar 1890     | Niederlassung (MA); weitergeführt durch Emil Wronker (1864–1940) |                  |
| Frankfurt-Innenstadt  | Zeil 14/16 (Gebäude erhalten, unter Denkmalschutz), ab 1894: Hasengasse 17, ab 1896: Zeil 31; ab 24. November 1896: Hasengasse 15/17 (Neubau); ab 1897 nach Großbrand bis 1899: Goethestraße 15; ab 1897 erneut: Hasengasse 15/17; ab 1898 zusätzlich auch: Zeil 29 (Durchbruch zu Hasengasse 15/17); ab 5. Mai 1908: Zeil 33–35; ab 1910 nach Abschluss 2. Bauabschnitt: Zeil 33–37; ab 1911 neu nummeriert zu Zeil 101–105, ab 1927 nach Erweiterung: Zeil 99–105 | 19. März 1891    | zunächst Niederlassung (MA); an Hermann Wronker übertragen |                  |
| Freiburg i. Br.       | Kaiserstraße 55 | 1891             | Niederlassung (MA) |                  |
| Kempten               | | November 1891    | Niederlassung (MA) |                  |
| St. Johann a. Saar    | Bahnhofstraße 67 | Februar 1892     | Niederlassung (MA) |                  |
| Ludwigshafen          | Ludwigstraße 71 | März 1893        | Niederlassung (MA) |                  |
| Offenbach am Main     | | vor 1895         | Niederlassung (F); ab September 1897 weitergeführt durch Heinrich Bier; weitergeführt durch Emil Fuld (1867–1940) und Julius Wiener (1876–)                                                 |                  |
| Mülhausen i. Els.     | | 25. Februar 1895 | Hermann Wronker & Siegfried Goldscheider (1864–1917) |                  |
| Hannover              | Große Packhofstraße 31 | Januar 1896      | Niederlassung (MA); ab 1896 weitergeführt durch Rosalie Brzezinsky, geb. Friedeberg, ab 1897 weitergeführt durch Eduard Bormass                                                             |                  |
| Worms                 | Kämmererstraße 46 | November 1903    | Niederlassung (F) |                  |
| Wiesbaden             | Marktstraße 34 | Juli 1905        | Niederlassung (F) |                  |
| Schwetzingen i. Baden | Carl-Theodor-Straße 16 (Gebäude erhalten) | Juni 1909        | Niederlassung (SP); ab 1. Mai 1911 weitergeführt durch Isidor Hirschfeld, ab 1. Juli 1913 weitergeführt durch die Geschwister Hedwig Metzger (1877–1942) und Clementine Metzger (1879–1942) |                  |
| Darmstadt             | Ludwigsstraße 2 (am Marktplatz) | 1916             | Niederlassung (F); ab Oktober 1916 durch Salomon „Sally“ Lichtenstein (1877–1943) und seine Ehefrau Luise, geb. Schmidt (1880–1944), weitergeführt                                          |                  |

Nicht alle Zweigniederlassungen wurden von Simon, Emil oder Hermann Wronker selbst betrieben. Teilweise wurden sie nach einiger Zeit an Dritte verkauft oder verpachtet, aber weiterhin unter einer Wronker-Firmierung geführt, in diesen Fällen jedoch mit dem Zusatz Nchf. oder Nachf. (hier: Nachfolger), ein frühes Franchising-System.
Auf Straßenebene (parterre bzw. rez-de-chaussée) eröffnete Textil-Ladengeschäfte entwickelten sich teils zu mehrgeschossigen Warenhäusern mit Vollsortiment aus verschiedenen Warengruppen und Fachabteilungen (Garne, Knöpfe, Posamente, Stoffe, Schnittmuster, Damen-, Herren-, Knaben- und Mädchenbekleidung, Accessoires wie Damenputz, Hüte, Krawatten, Handschuhe und Strümpfe, Orientteppiche, Gardinen, Kunstgewerbe, Ölgemälde, Skulpturen, Bücher, Souvenirs, Lebensmittel, Papierwaren, Spielwaren, Mobiliar bzw. Küchenmöbel und Haushaltsgeräte, Friseursalon, Fotostudio, multilinguale Leihbücherei, Erfrischungsraum usw.) für eine breitgefächerte Zielgruppe. Zu späterem Zeitpunkt waren sie dies bereits von Anfang an, sofern das Warenhaus eine entsprechende Verkaufs- und Lagerfläche aufwies. Dies traf insbesondere auf die von Bauherr Hermann Wronker errichteten Warenhaus-Neubauten zu.
Die Entwicklung zu Warenhäusern, Großfilialbetrieben und Konsumvereinen wurde durch den mittelständischen Einzelhandel in erheblichem Maß angefeindet und bekämpft, wobei antisemitische Ressentiments bedient wurden, und zudem mit Warenhaus-Sondersteuern belastet.
Die 1891 gegründete Filiale in Frankfurts Innenstadt entwickelte sich insbesondere ab der am 5. Mai 1908 feierlich begangenen Eröffnung von deren Warenhaus-Neubau auf der Zeil 33–35 / Holzgraben 6–8 zum Warenhaus-Flaggschiff des heranwachsenden Konzerns, im Jahr 1910 nach Abschluss des zweiten Bauabschnitts fertiggestellt. Der Hauptsitz des Unternehmens verlagerte sich dadurch dorthin.

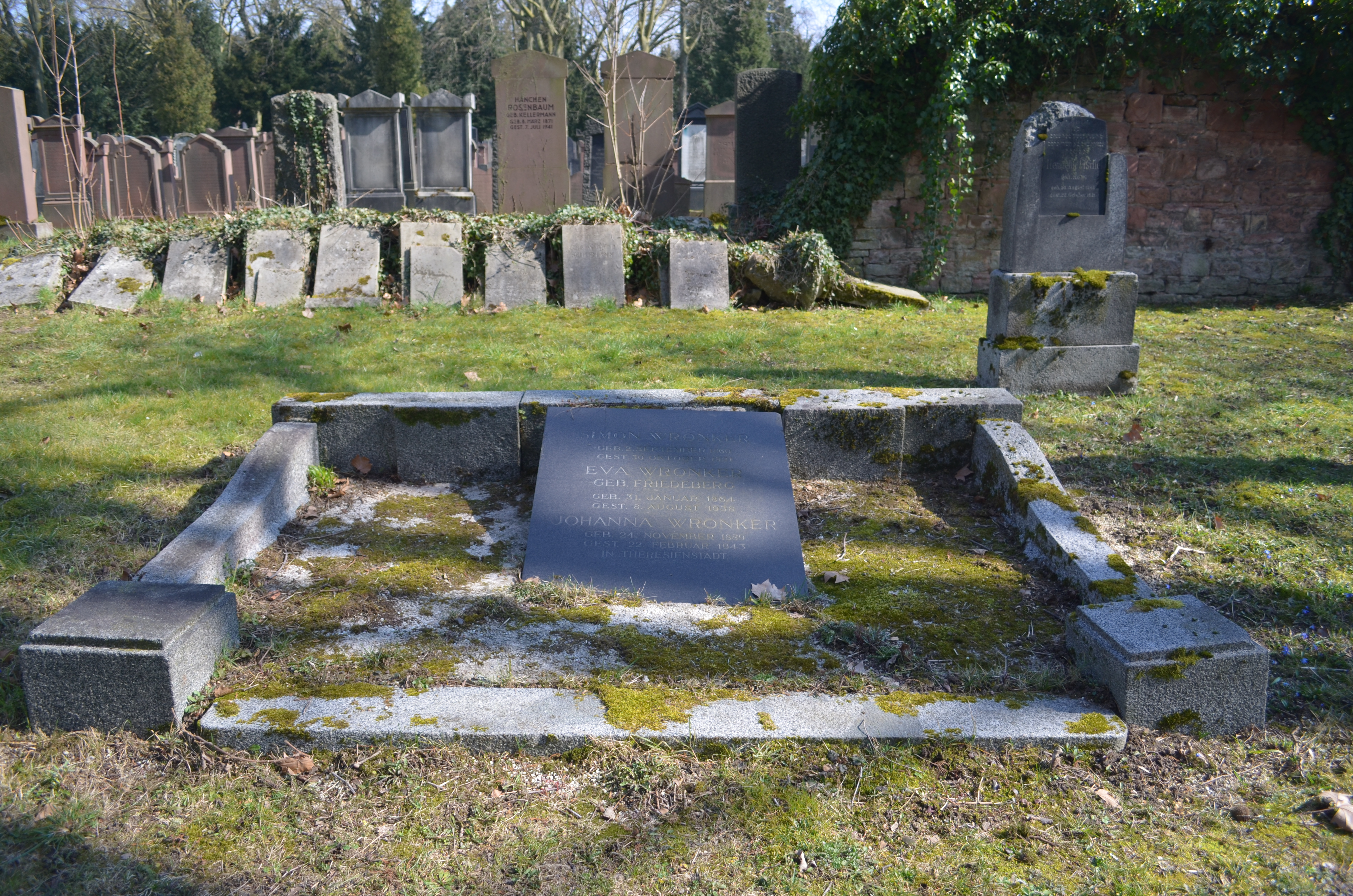
Grab Simon Wronker, Frankfurt am Main

Ab 30. April 1912 war Simon Wronker als Kurgast in Karlsbads Grandhotel Pupp gemeldet. Er verstarb im Alter von 61 Jahren. Seine Urne wurde von Heidelberg nach Frankfurt am Main überführt und auf dem Israelitischen Friedhof an Frankfurts Rat-Beil-Straße beigesetzt. Seine Ehefrau Eva, geb. Friedeberg, verstarb 74-jährig und wurde ebenda beigesetzt. Die Inschrift des neueren Grabsteins deutet darauf hin, dass die sterblichen Überreste der im Ghetto Theresienstadt umgekommenen gehörlosen Tochter Johanna ebenfalls dort beigesetzt wurden.
Direkt nach Simons Tod ließ sein jüngster Bruder Hermann die Firmierung und die Rechtsform der Offenen Handelsgesellschaft S. Wronker & Co. in Mannheim zur Hermann Wronker Aktiengesellschaft ändern, mit einem Kapital von 12 Mio. Mark. Dessen Sohn Max Wronker, Simons Neffe, übernahm 1931 den Vorstandsvorsitz. Von dieser Umwandlung in eine AG waren die Filialen in Frankfurt am Main, Hanau, Mannheim und Pforzheim betroffen, während die durch Dritte geführten Filialen in anderen süddeutschen Städten teils bis zur „Entjudung“ bzw. „Arisierung“ während der Zeit des Nationalsozialismus weiterhin unter S. Wronker & Co. Nachf. firmierten.

## Mitgliedschaften (Auszug)
- Lebenslange Mitgliedschaft im Verein deutscher Freimaurer, Loge Friedrich Wilhelm zur gekrönten Gerechtigkeit innerhalb der Großen Loge von Preußen, genannt Royal York zur Freundschaft, Berlin[138]

## Recherchehinweise
Hinsichtlich der Eintragungen in den diversen lokalen Handelsregistern wurde die Firmierung als S. Wronker & Cie. und S. Wronker & Co. genutzt; die wahlweise verwendeten Abkürzungen Cie., Co. und Comp. (Compagnie = Gesellschaft) sind gleichbedeutend.
Die teils eigenständig agierenden Warenhaus-Betreiber erschweren retrospektiv die Übersicht und erfordern einen Blick in die damaligen Handelsregister-Eintragungen, um die Zuordnung der einzelnen Zweigniederlassungen zu Simon, Emil oder Hermann Wronker zweifelsfrei erkennen zu können.
Die in der Stadt St. Johann a. Saar gegründete Zweigniederlassung wird nach Eingemeindung 1909 als Zweigniederlassung Saarbrücken geführt. Es handelt sich demzufolge nicht um zwei unterschiedliche, sondern um dieselbe Zweigniederlassung.
In Mannheim bestand ein weiteres Warenhaus der Firma Gebrüder Wronker, einer Zweigniederlassung der Firma Welthaus für Konfektion Gebrüder Wronker in Neunkirchen. Dieses hatte keine Verbindung mit den Firmen S. Wronker & Cie., S. Wronker & Co. oder deren ab November 1921 operierendem Nachfolgeunternehmen Hermann Wronker A.-G.